# 清微观
清微观，位于山西省临汾市浮山县城北2.5公里诸葛村，是中华人民共和国山西省文物保护单位之一。
1996年1月12日，授予山西省文物保护单位，是一座古建筑及历史纪念建筑物。